# Babie lato (serial telewizyjny)
Babie lato (Last of the Summer Wine) – brytyjski serial komediowy produkowany przez BBC i emitowany na kanale BBC One. Wyprodukowano 295 odcinków podzielonych na 31 serii, emitowanych przez 37 lat, od 4 stycznia 1973 roku (odcinek pilotowy) do 29 sierpnia 2010 roku. Daje to serialowi pozycję najdłużej emitowanego sitcomu w historii światowej telewizji. Według danych za 2014, jest też najczęściej powtarzanym archiwalnym serialem komediowym w brytyjskiej telewizji, jego odcinki pojawiają się na antenie różnych telewizji łącznie ponad 1500 razy w ciągu roku.
Pomysłodawcą serialu i scenarzystą wszystkich odcinków był Roy Clarke, zaś jedynym aktorem, który wystąpił we wszystkich odcinkach, był Peter Sallis. Zaczął w nim grać mając niespełna 52 lata, zaś rozstał się z produkcją na krótko przed swoimi dziewięćdziesiątymi urodzinami. Ze względu na swoją długowieczność oraz fabułę, gdzie głównymi bohaterami są ludzie starsi, serial przez lata pełnił rolę miejsca, w którym swoje ostatnie duże role grało wielu nestorów brytyjskiej komedii, m.in. Frank Thornton, Bill Owen, Dora Bryan czy Thora Hird.

## Fabuła i styl
Fundamentem fabuły serialu jest ukazanie trzech starszych panów, emerytów z północnoangielskiej prowincji, którzy w głębi duszy nie mogą pogodzić się z traktowaniem tego okresu w życiu jako jego jesieni, jak często określa się starość. Zamiast tego chcą przeżyć ten czas jako tytułowe babie lato (zob. babie lato w meteorologii). W związku z tym zachowują się w sposób daleki od stereotypowych wyobrażeń o statecznych staruszkach, ich wyczyny i perypetie bardziej przypominają przygody nieokrzesanych młodzieńców. Akcja serialu osadzona jest w autentycznym miasteczku Holmfirth w hrabstwie West Yorkshire, gdzie realizowano też zdjęcia. W serialu jest ono zamieszkiwane przez całą galerię dość ekscentrycznych postaci, które tworzą barwne tło dla głównych bohaterów.
Pod względem literackim charakterystyczną cechą Babiego lata jest subtelne wplatanie do komediowej fabuły, zwłaszcza do dialogów bohaterów, elementów rozważań filozoficznych i egzystencjalnych, dotyczących przede wszystkim kwestii szczególnie bliskich ludziom starszym, jak pamięć, przemijanie i śmierć. Od strony wizualnej serial wyróżnia się licznymi scenami plenerowymi, w których mocno eksponowana jest idylliczna, skąpana w zieleni małomiasteczkowa i wiejska sceneria północnej Anglii.

## Bohaterowie i obsada

### Główni bohaterowie
| postać                 | aktor            | lata                | uwagi |
| ---------------------- | ---------------- | ------------------- | --- |
| Norman Clegg           | Peter Sallis     | 1973-2010           | do 2008 r. jeden z głównych bohaterów (następnie postać drugoplanowa) jedyna postać występująca we wszystkich 295 odcinkach |
| Compo Simmonite        | Bill Owen        | 1973-2008           | wystąpił w 185 odcinkach |
| Cyril Blamire          | Michael Bates    | 1973-1975           | wystąpił tylko w 13 odcinkach                                                                                               |
| Foggy Dewhurst         | Brian Wilde      | 1976-1985 1990-1997 | wystąpił w 116 odcinkach |
| Seymour Utterthwaite   | Michael Aldridge | 1986-1990           | wystąpił tylko w 31 odcinkach                                                                                               |
| Herbert Truelove       | Frank Thornton   | 1997-2010           | do 2008 r. jeden z głównych bohaterów (następnie postać drugoplanowa) wystąpił w 135 odcinkach                              |
| Billy Hardcastle       | Keith Clifford   | 1999-2006           | wystąpił w 66 odcinkach |
| Alvin Smedley          | Brian Murphy     | 2003-2010           | wystąpił w 73 odcinkach |
| 'Electrical’ Entwistle | Burt Kwouk       | 2002-2010           | do 2008 r. postać drugoplanowa od 2009 r. jeden z głównych bohaterów wystąpił w 78 odcinkach                                |
| Hobbo Hobdyke          | Russ Abbot       | 2008-2010           | wystąpił tylko w 17 odcinkach                                                                                               |

### Postacie drugoplanowe
| postać                     | aktor(ka)         | lata      | uwagi                                                                           |
| -------------------------- | ----------------- | --------- | ------------------------------------------------------------------------------- |
| Nora Batty                 | Kathy Staff       | 1973-2008 | wystąpiła w 246 odcinkach                                                       |
| Wally Batty                | Joe Gladwin       | 1975-1987 | wystąpił w 45 odcinkach                                                         |
| Stella, siostra Nory       | Barbara Young     | 2008-2010 | wystąpiła w 18 odcinkach                                                        |
| Ivy, właścicielka kawiarni | Jane Freeman      | 1973-2010 | wystąpiła w 273 odcinkach                                                       |
| Sid, właściciel kawiarni   | John Comer        | 1973-1983 | wystąpił w 46 odcinkach                                                         |
| Milburn, siotrzeniec Ivy   | Jonathan Linsley  | 1984-1987 | wystąpił w 20 odcinkach                                                         |
| Tom Simmonite              | Tom Owen          | 2000-2010 | w 1991 r. pojawił się w serialu jako epizodysta łącznie wystąpił w 93 odcinkach |
| Wesley Pegden              | Gordon Wharmby    | 1982-2002 | wystąpił w 139 odcinkach                                                        |
| Edie Pegden                | Thora Hird        | 1986-2003 | wystąpiła w 152 odcinkach                                                       |
| Glenda Wilkinson           | Sarah Thomas      | 1986-2010 | wystąpiła w 215 odcinkach                                                       |
| Barry Wilkinson            | Mike Grady        | 1986-2010 | wystąpił w 161 odcinkach                                                        |
| Ros Utterthwaite           | Dora Bryan        | 2000-2005 | wystąpiła w 50 odcinkach                                                        |
| Howard Sibshaw             | Robert Fyfe       | 1985-2010 | wystąpił w 229 odcinkach                                                        |
| Pearl Sibshaw              | Juliette Kaplan   | 1985-2010 | wystąpiła w 226 odcinkach                                                       |
| Marina, kochanka Howarda   | Jean Fergusson    | 1985-2010 | wystąpiła w 210 odcinkach                                                       |
| Ciocia Wainwright          | Jean Alexander    | 1988-2010 | wystąpiła w 168 odcinkach                                                       |
| Smiler Hemmingway          | Stephen Lewis     | 1988-2007 | wystąpił w 135 odcinkach                                                        |
| Eli Duckett                | Danny O’Dea       | 1987-2002 | wystąpił w 92 odcinkach                                                         |
| Nelly, przyjaciółka Pearl  | June Whitfield    | 2001-2010 | wystąpiła w 44 odcinkach                                                        |
| Morton Beemish             | Christopher Beeny | 2001-2010 | wystąpił w 27 odcinkach                                                         |
| Toby Mulberry Smith        | Trevor Bannister  | 2001-2010 | w 1992 r. wystąpił w serialu jako inna postać łącznie wystąpił w 25 odcinkach   |

## Odcinki

### Pilot
| 1 | – | The Last of the Summer Wine | James Gilbert | Roy Clarke | 4 stycznia 1973 |
| Odcinek nie posiada wyraźnie zarysowanej intrygi, zamiast tego wprowadza widza w specyficzny klimat serialu. Trójka emerytów – snobistyczny Blamire, nieokiełznany Compo i sytuujący się gdzieś pomiędzy nimi Clegg – chodzi po swoim rodzinnym miasteczku i obserwuje toczące się nieśpiesznie wydarzenia, a zarazem dyskutuje o życiu, śmierci i wielu innych kwestiach. |   |                             |               |            |                 |

### Seria 1
| 2 | 1 | Short Back and Palais Glide      | James Gilbert | Roy Clarke | 26 listopada 1973 |
| Blamire i Clegg chcą wypędzić z Compo złego ducha i z takim zamiarem stawiają go do góry nogami. Ma to miejsce w bibliotece, a zirytowany ich zachowaniem kierownik placówki wyrzuca ich za drzwi. Wkrótce później Compo stwierdza, że podczas „leczenia” wypadł mu klucz. Aby go odzyskać, muszą jakoś dostać się do zamkniętej już biblioteki. |   |                                  |               |            |                   |
| 3 | 2 | Inventor of the 40-foot Ferret   | James Gilbert | Roy Clarke | 6 grudnia 1973    |
| Głównym tematem odcinka są próby nakłonienia Compo, aby po bardzo wielu latach przerwy odwiedził kościół. |   |                                  |               |            |                   |
| 4 | 3 | Paté and Chips                   | James Gilbert | Roy Clarke | 20 grudnia 1973   |
| Trio udaje się na zwiedzanie wystawnej siedziby lokalnych arystokratów, a towarzyszy im siostrzeniec Compo, Chip, wraz z rodziną. Na miejscu emeryci, zwłaszcza Compo, mają jednak kłopot z zachowywaniem się w sposób godny tego szacownego miejsca.                                                                                            |   |                                  |               |            |                   |
| 5 | 4 | Spring Fever                     | James Gilbert | Roy Clarke | 24 grudnia 1973   |
| Ku zaskoczeniu swoich kolegów oraz sąsiadki, niechlujny zwykle Compo nagle sprząta swoje mieszkanie, kupuje garnitur, a nawet próbuje zatrudnić gosposię. |   |                                  |               |            |                   |
| 6 | 5 | The New Mobile Trio              | James Gilbert | Roy Clarke | 27 grudnia 1973   |
| Odcinek przedstawia perypetie tria związane z próbami nabycia samochodu, którego dumnym właścicielem i kierowcą ma być Clegg. |   |                                  |               |            |                   |
| 7 | 6 | Hail Smiling Morn or Thereabouts | James Gilbert | Roy Clarke | 29 grudnia 1973   |
| Blamire odnajduje w sobie nową pasję - zostaje zapalonym fotografem. Wraz z dwoma wiernymi kolegami udaje się na mini plener, którego celem jest sfotografowanie wschodu słońca. Na przeszkodzie staje jednak burza, która zmusza trio do noclegu w przypadkowo napotkanej stodole.                                                              |   |                                  |               |            |                   |

### Seria 2
| 8 | 1 | Forked Lightning                         | Bernard Thompson | Roy Clarke | 25 listopada 1975 |
| Ku niezadowoleniu Clegga, jego liczący sobie ledwie 30 lat rower zaczyna odmawiać posłuszeństwa. Początkowo jego naprawy podejmuje się Sid, właściciel kawiarni, ale gdy jego wysiłki kończą się fiaskiem, Clegg udaje się z przyjaciółmi na poszukiwania sklepu w Huddersfield, gdzie trzy dekady wcześniej nabył swój pojazd. |   |                                          |                  |            |                   |
| 9 | 2 | Who’s That Dancing With Nora Batty Then? | Bernard Thompson | Roy Clarke | 2 grudnia 1975    |
| Gloria, sąsiadka Compo, wyjeżdża na stałe do Australii i organizuje w związku z tym przyjęcie pożegnalne. Compo pomaga w organizacji imprezy, jak zwykle wpadając w kłopoty. Potem, już podczas zabawy, dostaje szansę tańca ze swoją sąsiadką Norą Batty, w której się podkochuje, ale nadeptuje jej na stopę.                 |   |                                          |                  |            |                   |
| 10 | 3 | The Changing Face of Rural Blamire       | Bernard Thompson | Roy Clarke | 3 grudnia 1975    |
| Głównym tematem odcinka są nieudane i jak zwykle pełne przygód wysiłki Blamire’a, który próbuje przerwać swoją emeryturę i powrócić do pracy zawodowej jako akwizytor. |   |                                          |                  |            |                   |
| 11 | 4 | Some Enchanted Evening                   | Bernard Thompson | Roy Clarke | 20 grudnia 1975   |
| Wally, mąż Nory, wyjeżdża na dłuższy czas do swojej matki. Compo stara się wykorzystać jego nieobecność, aby zrealizować swoje fantazje o szalonym romansie z Norą. |   |                                          |                  |            |                   |
| 12 | 5 | A Quiet Drink                            | Bernard Thompson | Roy Clarke | 22 grudnia 1975   |
| Trio odwiedza miejscowy pub, gdzie spotyka stałego klienta tego przybytku, znanego z tego, iż nigdy nie postawił nikomu drinka. Emeryci postanawiają zmierzyć się z nim w dość niezwykłym konkursie. |   |                                          |                  |            |                   |
| 13 | 6 | Ballad for Wind Instruments and Canoe    | Bernard Thompson | Roy Clarke | 24 grudnia 1975   |
| Trio dość niespodziewanie wchodzi w posiadanie kajaka. Szybko jednak go tracą, a próby odzyskania go wiążą się z nieprzyjemnymi przygodami, zwłaszcza dla Compo. |   |                                          |                  |            |                   |
| 14 | 7 | Northern Flying Circus                   | Bernard Thompson | Roy Clarke | 25 grudnia 1975   |
| Kolejny odcinek, w którym trio mierzy się z pojazdami. Tym razem w ich ręce wpada motocykl z bocznym wózkiem. Jak zwykle najbardziej niebezpieczne czynności związane z testowaniem nabytków przypadają w udziale Compo. Jest to ostatni odcinek z tercetem głównych bohaterów w składzie Clegg - Compo - Blamire.              |   |                                          |                  |            |                   |

### Seria 3
| 15 | 1 | The Man from Oswestry                   | Sydney Lotterby | Roy Clarke | 27 października 1976 |
| Blamire wyjeżdża z miasteczka, co wprawia jego dwóch kompanów, zwłaszcza Compo, w głęboki smutek. Wkrótce przysyła przyjaciołom list, w którym prosi ich o opiekę nad Foggym Dewhurstem (w tej roli debiutujący w tym odcinku Brian Wilde), ich wspólnym kolegą ze szczenięcych lat, który nie może odnaleźć się na wojskowej emeryturze. Po przybyciu do Holmfirth Foggy okazuje się podobnym snobem jak Blamire, na domiar złego rozmiłowanym w mundurowym drylu. |   |                                         |                 |            |                      |
| 16 | 2 | Mending Stuart’s Leg                    | Sydney Lotterby | Roy Clarke | 3 listopada 1976     |
| Szukając czegoś do roboty, trio w nowym składzie postanawia pomóc Sidowi, właścicielowi kawiarni, w naprawie dachu. Jak zwykle do najbardziej niewdzięcznej części zadania zostaje wybrany Compo. |   |                                         |                 |            |                      |
| 17 | 3 | The Great Boarding House Bathroom Caper | Ray Butt        | Roy Clarke | 10 listopada 1976    |
| Pierwsza w historii serialu opowieść rozciągnięta na dwa odcinki. Trio, a także zaprzyjaźnione małżeństwo Sida i Jane, korzysta z zaproszenia siostrzeńca Compo, Gordona, i wyjeżdża z nim na weekend do Scarborough. W tym samym pensjonacie zatrzymuje się też Nora Batty, którą Compo próbuje podglądać podczas wieczornej toalety. |   |                                         |                 |            |                      |
| 18 | 4 | Cheering Up Gordon                      | Ray Butt        | Roy Clarke | 17 listopada 1976    |
| Podczas dalszej części pobytu w Scarborough, bohaterowie zostają wyrzuceni z kościoła, po tym jak zza pazuchy wychodzą hodowane przez Compo fretki domowe, które ich pan wziął ze sobą na weekend. Nieco później, na plaży, Compo uczy się od swego siostrzeńca sztuki wędkowania, sam zaś szkoli go w podrywaniu kobiet. |   |                                         |                 |            |                      |
| 19 | 5 | The Kink in Foggy’s Niblick             | Sydney Lotterby | Roy Clarke | 24 listopada 1976    |
| Trio wybiera się do klubu golfowego, gdzie Foggy postanawia rozegrać pierwszą od 1939 roku partię golfa. Tymczasem Compo odkrywa, że władze klubu wypłacają drobne znaleźne za każdą piłkę, którą gracze wystrzelili gdzieś w czasie gry. |   |                                         |                 |            |                      |
| 20 | 6 | Going to Gordon’s Wedding               | Sydney Lotterby | Roy Clarke | 1 grudnia 1976       |
| Trio po raz kolejny spotyka się z Gordonem, siostrzeńcem Compo, tym razem na ślubie młodzieńca. W wyniku nieszczęśliwego wypadku drużba pana młodego trafia do szpitala, a wujek Compo w ostatniej musi go zastąpić. |   |                                         |                 |            |                      |
| 21 | 7 | Isometrics and After                    | Sydney Lotterby | Roy Clarke | 8 grudnia 1976       |
| Foggy dochodzi do raczej oczywistego wniosku, że on i jego koledzy stracili nieco dobrą kondycję sprzed lat. Aby temu zaradzić, trzej przyjaciele podejmują ambitny program treningowy, jak zwykle wpędzający ich w kłopoty. |   |                                         |                 |            |                      |

### Seria 4
| 22 | 1 | Ferret Come Home                          | Sydney Lotterby | Roy Clarke | 9 listopada 1977  |
| Jedna z fretek Compo ucieka prosto do domu państwa Batty. Wally, mąż Norry, otrzymuje zadanie jej schwytania. |   |                                           |                 |            |                   |
| 23 | 2 | Getting on Sidney’s Wire                  | Sydney Lotterby | Roy Clarke | 16 listopada 1977 |
| Kolejny odcinek, w którym trio pomaga Sidowi, właścicielowi ich ulubionej kawiarni. Tym razem instalują wspólnie dzwonek sygnalizujący wejście do lokalu klienta. |   |                                           |                 |            |                   |
| 24 | 3 | Jubilee                                   | Sydney Lotterby | Roy Clarke | 23 listopada 1977 |
| W całym kraju trwają obchody Srebrnego Jubileuszu (25-lecia panowania) królowej Elżbiety II. W Holmfirth główną imprezą ma być organizowana przez proboszcza parada. Foggy postanawia pomóc w przygotowaniach. |   |                                           |                 |            |                   |
| 25 | 4 | Flower Power Cut                          | Sydney Lotterby | Roy Clarke | 30 listopada 1977 |
| Clegg staje się gorliwym wyznawcą teorii, że kwiaty posiadają uczucia, a w dodatku reagują na muzykę. Stara się przekonać do tego sceptycznych kolegów. |   |                                           |                 |            |                   |
| 26 | 5 | Who Made a Bit of a Splash in Wales Then? | Sydney Lotterby | Roy Clarke | 7 grudnia 1977    |
| Foggy odwiedza przyjaciółkę w Walii. Dwaj pozostawieni sami sobie koledzy stają się dla niego źródłem niespodziewanych problemów. |   |                                           |                 |            |                   |
| 27 | 6 | Greenfingers                              | Sydney Lotterby | Roy Clarke | 21 grudnia 1977   |
| Foggy jest rozczarowany małym rozmiarem warzyw sprzedawanych na targu. Postanawia osobiście poszukać bardziej dorodnych egzemplarzy. |   |                                           |                 |            |                   |
| 28 | 7 | A Merry Heatwave                          | Sydney Lotterby | Roy Clarke | 1 stycznia 1978   |
| Pierwszy w historii serialu odcinek napisany specjalnie z myślą o emisji w okresie świątecznym, choć rozgrywający się latem. Mieszkający w Australii brat Nory Batty czuje się już na tyle źle, że prawdopodobnie nigdy nie zobaczy już prawdziwych, brytyjskich świąt. Nie bacząc na panujące w miasteczku upały, Foggy postanawia nakręcić dla niego film, w którym bohaterowie odgrywają dość staroświecki sposób celebrowania Bożego Narodzenia. |   |                                           |                 |            |                   |
| 29 | 8 | The Bandit From Stoke-on-Trent            | Sydney Lotterby | Roy Clarke | 4 stycznia 1978   |
| Do Holmfirth przybywa jego dawny mieszkaniec, od lat żyjący w Stoke-on-Trent, a w rodzinnych stronach wspominany jako postać raczej niesławna. Foggy nabiera podejrzeń co do tej wizyty. |   |                                           |                 |            |                   |

### Świąteczny odcinek specjalny (1978)
| 30 | – | Small Tune on a Penny Wassail | Sydney Lotterby | Roy Clarke | 26 grudnia 1978 |
| Trio odwiedza kolegę spędzającego święta w szpitalu. Potem bohaterowie obdarowują się nawzajem prezentami. |   |                               |                 |            |                 |

### Seria 5
| 31 | 1 | Full Steam Behind                          | Sydney Lotterby | Roy Clarke | 18 września 1979     |
| Tym razem miejscem przygód bohaterów jest lokalna linia kolejowa obsługiwana przez parowóz. Odtwórca roli Clegga, Peter Sallis, który jako jedyny wystąpił we wszystkich odcinkach Babiego lata, uznał ten odcinek za swój ulubiony. |   |                                            |                 |            |                      |
| 32 | 2 | The Flag & Its Snags                       | Sydney Lotterby | Roy Clarke | 25 września 1979     |
| Pierwsza część historii o tym, jak Foggy stara się spełnić swoje marzenie o umieszczeniu flagi państwowej na wzgórzu nad miastem. W tym odcinku bohaterowie zmagają się z problemem montażu masztu na wzniesieniu.                   |   |                                            |                 |            |                      |
| 33 | 3 | The Flag & Further Snags                   | Sydney Lotterby | Roy Clarke | 2 października 1979  |
| W drugim odcinku dotyczącym flagi, Foggy zabiera się już za umieszczenie na maszcie brytyjskiego sztandaru, ale jak zawsze nie brakuje kłopotów.                                                                                     |   |                                            |                 |            |                      |
| 33 | 3 | Deep In The Heart of Yorkshire             | Sydney Lotterby | Roy Clarke | 9 października 1979  |
| Punktem wyjścia dla fabuły odcinka jest tajemnicza wyprawa do lasu, jaką podejmują Sid z kawiarni oraz Wally Batty. |   |                                            |                 |            |                      |
| 34 | 4 | Earnshaw Strikes Again                     | Sydney Lotterby | Roy Clarke | 16 października 1979 |
| Foggy godzi w lokalny patriotyzm kolegów, zaprzeczając istnieniu starodawnych bóstw czuwających nad mieszkańcami Yorkshire. |   |                                            |                 |            |                      |
| 35 | 5 | Here We Go Into The Wild Blue Yonder       | Sydney Lotterby | Roy Clarke | 23 października 1979 |
| Pierwsza część dwuodcinkowego wątku opowiadającego tym, jak Compo postanawia zaimponować Norze poprzez lot na specjalnie przygotowanym, wielkim latawcu.                                                                             |   |                                            |                 |            |                      |
| 36 | 6 | Here We Go Again Into The Wild Blue Yonder | Sydney Lotterby | Roy Clarke | 30 października 1979 |
| Wally, który podjął się zbudowania latawca wystarczająco dużego dla Compo, skończył pracę. Przychodzi czas lotów próbnych. |   |                                            |                 |            |                      |

### Świąteczny odcinek specjalny (1979)
| 37 | – | And a Dewhirst Up A Fir Tree | Sydney Lotterby | Roy Clarke | 27 grudnia 1979 |
| Chcąc uniknąć przedświątecznych kolejek, Foggy postanawia kupić wszystkie niezbędne artykuły już w lecie. Jest jednak bardzo zdziwiony, że sklepy ich wówczas nie oferują. Wreszcie udaje mu się kupić kilka choinek. |   |                              |                 |            |                 |

### Świąteczny odcinek specjalny (1981)
| 38 | – | Whoops | Alan J.W. Bell | Roy Clarke | 25 grudnia 1981 |
| Atmosfera świąt wywołuje u trójki bohaterów nostalgię za dzieciństwem. Postanawiają odnaleźć swoich kolegów ze szkoły i sprawdzić, czy zostało w nich coś jeszcze z dawnych lat. Jest to pierwszy odcinek, w którym temat muzyczny serialu pojawia się nie tylko w wersji instrumentalnej, lecz także chóralnej. |   |        |                |            |                 |

### Seria 6
| 39 | 1 | In the Service Of Humanity                   | Alan J.W. Bell | Roy Clarke | 4 stycznia 1982  |
| Foggy postanawia uruchomić ochotniczą służbę ratowniczą, gotową do niesienia pomocy mieszkańcom miasteczka, którzy znaleźli się w kłopotach. |   |                                              |                |            |                  |
| 40 | 2 | Car & Garter                                 | Alan J.W. Bell | Roy Clarke | 11 stycznia 1982 |
| Compo chce zaimponować Norze i zgadza się przyjąć rolę kierowcy, mającego przeprowadzić próbny przejazd samochodem wyścigowym odnowionym przez miejscowego mechanika. W odcinku tym gościnnie wystąpił Gordon Wharmby jako Wesley Pegden. Od 1984 postać ta dołączyła do serialu na stałe.                                                                   |   |                                              |                |            |                  |
| 41 | 3 | The Odd Dog Men                              | Alan J.W. Bell | Roy Clarke | 18 stycznia 1982 |
| Foggy postanawia spróbować swoich sił w biznesie, a konkretnie w branży usługowego wyprowadzania na spacer psów. |   |                                              |                |            |                  |
| 42 | 4 | A Bicycle Made For Three                     | Alan J.W. Bell | Roy Clarke | 25 stycznia 1982 |
| Miejscowy sprzedawca używanych rowerów pozwala bohaterom, aby sami skonstruowali sobie jednoślady ze starych części pozostawionych w magazynie. Tymczasem Sid i Ivy gruntownie odnawiają wygląd swojej kawiarni, nadając jej wystrój, w jakim będzie pojawiała się w serialu przez kolejnych 28 lat, aż do zakończenia jego produkcji.                       |   |                                              |                |            |                  |
| 43 | 5 | One Of The Last Few Places Unexplored By Man | Alan J.W. Bell | Roy Clarke | 1 lutego 1982    |
| Compo stawia sobie za punkt honoru, że zakradnie się do sypialni swojej sąsiadki Nory, o której ciągle fantazjuje. Co więcej, chce upamiętnić ten wyczyn zdjęciem. |   |                                              |                |            |                  |
| 44 | 6 | Serenade For Tight Jeans and Metal Detector  | Alan J.W. Bell | Roy Clarke | 8 lutego 1982    |
| Tercet odwiedza sklep z rzeczami z drugiej ręki, którego właściciel słynie z daru przekonywania klientów do zakupu nawet niezbyt potrzebnych im rzeczy. W ten sposób Clegg zostaje właścicielem wykrywacza metali, którego obsługi z entuzjazmem podejmuje się Foggy. Tymczasem Compo nabywa, w miejsce swoich podziurawionych spodni, modne jeansy.         |   |                                              |                |            |                  |
| 45 | 7 | From Wellies To Wet Suit                     | Alan J.W. Bell | Roy Clarke | 15 lutego 1982   |
| Tercet przypadkiem odkrywa, że Sid z kawiarni jest płetwonurkiem - amatorem. Compo jest tak zafascynowany tym hobby, że odkupuje od Sida cały jego sprzęt i zaczyna treningi. Bill Owen uważał ten odcinek za swój ulubiony z całych 28 lat, w czasie których grał Compo, w związku z czym został on powtórzony m.in. w specjalnym paśmie po śmierci aktora. |   |                                              |                |            |                  |